# Glaucis hirsutus
Eremita-de-peito-ruivo ou balança-rabo-de-bico-torto (Glaucis hirsutus), também conhecido como beija-flor-besourão ou eremita de peito ruivo (do inglês rufous-breasted hermit), é um colibri encontrado do Panamá até o sudeste do Brasil, comum na região da Amazônia.

## Descrição
Em média, pássaros desta espécie têm 10,7 centímetros de comprimento e pesam 7 gramas. O bico mede cerca de 3,3 centímetros e é fortemente recurvado, longo e fino, embora, na comparação com os bicos de outros beija-flores, ele seja bastante robusto. O balança-rabo-de-bico-torto tem a cabeça acastanhada, parte superior verde-bronze e parte inferior ruiva, sendo mais intenso na garganta e no peito superior. A cauda tem penas centrais verdes e penas externas ruivas, todas com pontas brancas. O bico tem a mandíbula inferior amarela e a superior preta.
Machos e fêmeas são semelhantes, mas o macho tem estrias amarelas na mandíbula superior e a fêmea pode ser ligeiramente mais opaca na plumagem. O bico das fêmeas também é proporcionalmente um pouco mais curto (embora isso seja dificilmente reconhecível) e mais recurvado (o que é bastante notável em comparação direta).
Os machos assemelham-se a aves do gênero Threnetes. Eles já foram descritos como uma espécie distinta da fêmea, com o nome em inglês de "black barbthroat" (T. grzimeki). Da mesma forma, a subespécie proposta abrawayae é aparentemente baseada na variação individual que ocorre em adultos e também não é taxonomicamente distinta.
Pousado ou pairando em voo, balança o rabo para a frente e para trás, o que justifica o seu nome popular.
O chamado da espécie é um sweet em tom alto. Em voo, sua voz pode ser confundida com a do beija-flor-rajado (Ramphodon naevius), com o qual compartilha os mesmos ambientes.

## Subespécies
São reconhecidas duas subespécies:
- Glaucis hirsutus hirsutus: do Panamá ao oeste da Colômbia, Venezuela, Guianas, Brasil (norte, oeste e leste) e norte da Bolívia;
- Glaucis hirsutus insularum: no Caribe, ilhas de Granada, Trindade e Tobago.

## Ecologia

Mapa de distribuição da espécie

Este eremita habita a vegetação rasteira de florestas baixas (abaixo de 600 metros), muitas vezes perto de água corrente. O alimento do balança-rabo-de-bico-torto é o néctar, obtido de uma variedade de flores do sub-bosque, e de alguns pequenos invertebrados.
G. hirsuta tem hábitos alimentares muito exigentes. Só visita flores cujo comprimento da corola e curvatura correspondam precisamente aos de seu bico, enquanto a maioria dos outros beija-flores são mais flexíveis. Assim, as plantas de que se alimenta são encontradas em quase toda a diversidade de angiospermas. Muito populares com esta ave são os Zingiberales, como Costus scaber (Costaceae), ou Heliconia standleyi e Heliconia stricta (Heliconiaceae). Outras plantas de interesse para este colibri incluem Gentianales como Duroia hirsuta, Palicourea lasiantha, Psychotria bahiensis e Psychotria platypoda (Rubiaceae), Lamiales tais como Sanchezia peruviana (Acanthaceae) ou Drymonia semicordata (Gesneriaceas), e Myrtales como Cuphea melvilla (Lythraceae). Por outro lado, até mesmo plantas congêneres com flores de comprimento e curvatura ligeiramente diferentes são evitadas.
Dada a diferença na curvatura do bico entre machos e fêmeas, parece provável que os sexos evitem competir pelo mesmo recurso alimentar visitando plantas diferentes, mas houve poucos estudos aprofundados. A maioria das plantas visitadas por este colibri também são polinizadas por outras espécies menos discriminadoras. Mas para algumas (como Cuphea melvilla, Psychotria bahiensis e P. platypoda), o balança-rabo-de-bico-torto parece ser um polinizador de importância crucial, indicando que – embora com menos frequência do que sugere o formato de bico característico – fortes mutualismos entre esta ave e alguns de seus alimentos existem de fato.
A fêmea dessa espécie põe dois ovos em um pequeno ninho em forma de xícara com um apêndice caudal, que dá equilíbrio ao ninho. O ninho é feito de radículas e preso à parte inferior de uma palmeira, samambaia ou folha de Heliconia, um ou dois metros acima do solo. Os ninhos geralmente ficam perto de um riacho, cachoeira ou beira de estrada e são surpreendentemente fáceis de encontrar. A incubação é de 17 dias, com mais 23 para a emplumação, e esta espécie pode nidificar até quatro vezes por temporada. O macho deste agressivo e curioso colibri ajuda a construir e defender o ninho, mas não choca os ovos. Pelo menos regionalmente (por exemplo, na Colômbia ), a espécie se reproduz o ano todo.